# Alcidion inornatum
Alcidion inornatum là một loài bọ cánh cứng trong họ Cerambycidae.